# Jungermannia obovata
Jungermannia obovata ist eine Moosart aus der Ordnung der Jungermanniales. 

## Merkmale
Die Stämmchen sind bis fünf Zentimeter lang und tragen rot-violette, selten waserhelle oder bräunliche Rhizoide. Sie bilden trüb- bis braungrüne Rasen. Frische Moose riechen nach Karotten. Die Flankenblätter sind breit-eiförmig bis elliptisch, selten annähernd kreisrund. In der Blattmitte sind die Zellen 20 bis 30 × 30 bis 45 Mikrometer groß und an den Zellecken kaum verdickt. Jede Zelle besitzt zwei bis fünf Ölkörper. Das Perianth ist konisch und ragt nicht oder nur wenig über die Hüllblätter hinaus. 

## Verbreitung und Standorte
Die Art hat eine boreal-montane Verbreitung und kommt in Europa und Nordamerika vor. In Deutschland kommt sie in den Alpen und im Alpenvorland sowie in höheren Gebieten der Mittelgebirge zerstreut vor. Sie wächst auf nassem, kalkfreiem Gestein und auf kiesig-mooriger Erde.

## Belege
- Jan-Peter Frahm, Wolfgang Frey, J. Döring: Moosflora. 4., neu bearbeitete und erweiterte Auflage (UTB für Wissenschaft, Band 1250). Ulmer, Stuttgart 2004, ISBN 3-8001-2772-5 (Ulmer) & ISBN 3-8252-1250-5 (UTB).